# La MODA
La Maravillosa Orquesta del Alcohol es un septeto  español con influencias folk, blues, rock & roll y punk procedente de Burgos. Son conocidos frecuentemente por el acrónimo del nombre del grupo, La M.O.D.A.
El grupo se formó en el año 2011 y sus componentes son Álvar de Pablo (saxofón, clarinete y coros), Caleb Melguizo (batería y percusiones), Joselito Maravillas ‘El reverendo del blues’ (acordeón y coros), Jorge Juan Mariscal (bajo), David Ruiz (voz y guitarra), Jacobo Naya (teclados, percusiones, banjo y guitarra) y Nacho Mur (guitarra y mandolina)
La M.O.D.A. lleva desde 2011 haciendo canciones y actuando nacional e internacionalmente en festivales, como teloneros de artistas internacionales como Dropkick Murphys y Frank Turner, en salas, bares o en la calle.

## Historia

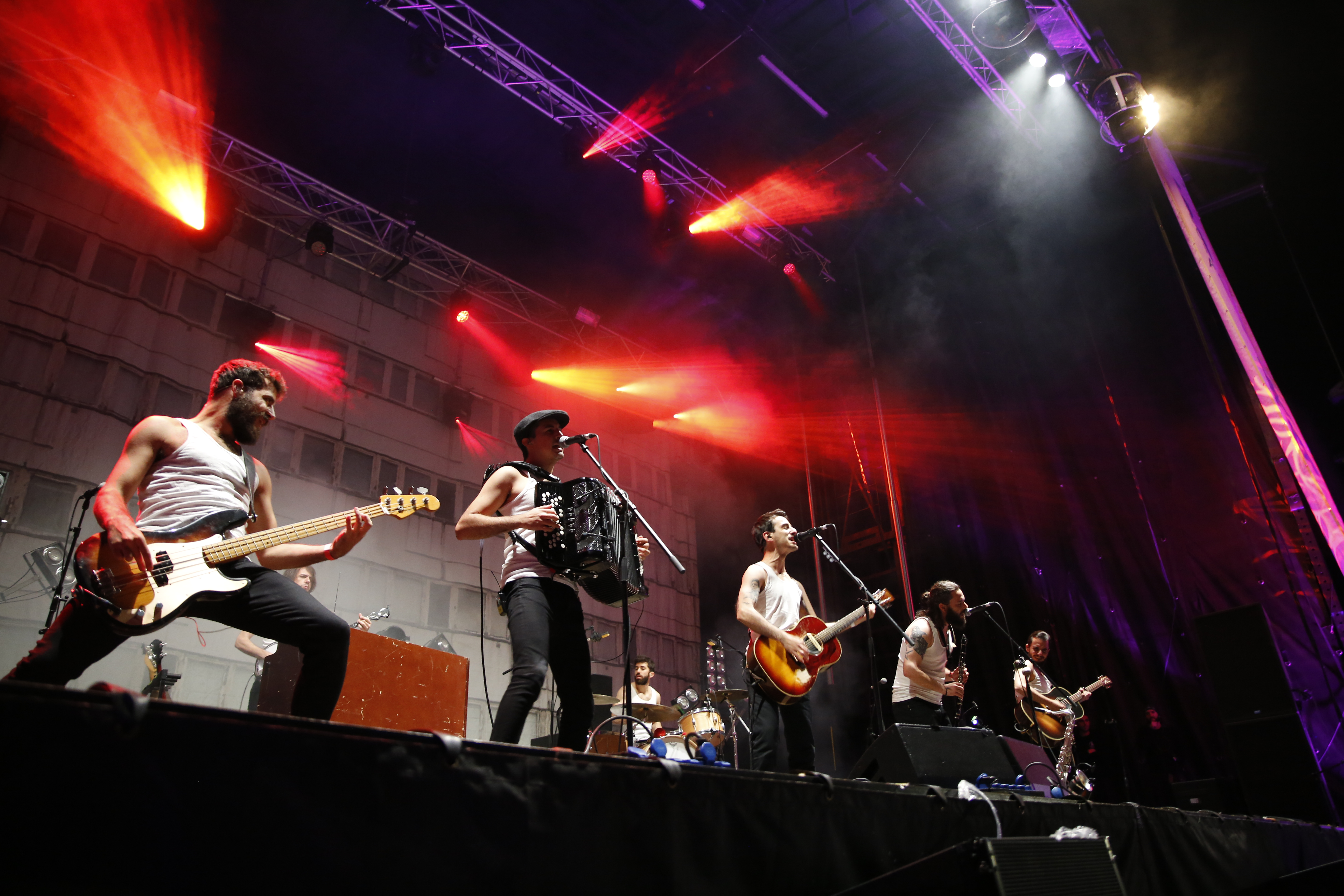
Durante su actuación en el festival Palencia Sonora 2018.

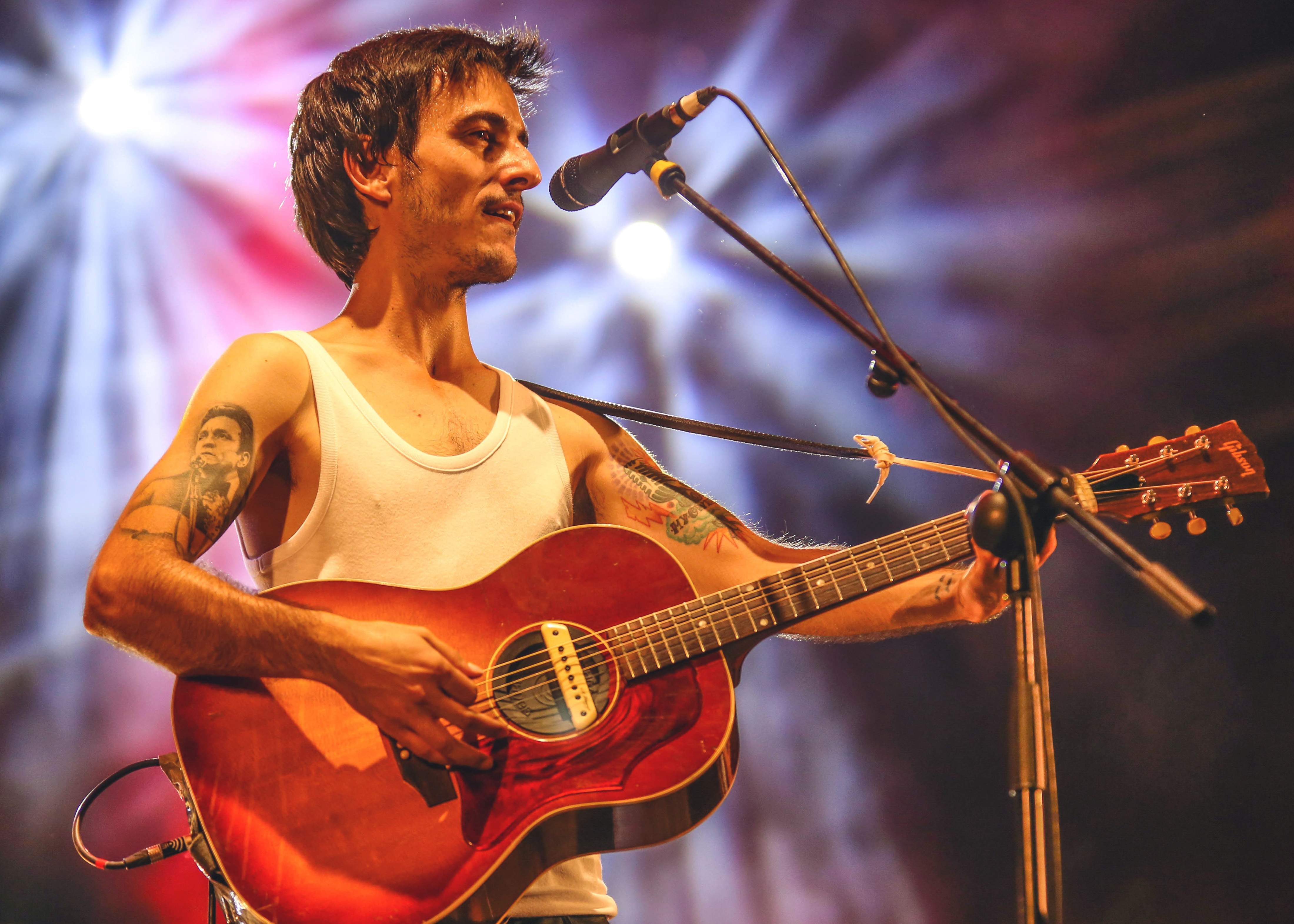
La M.O.D.A. en un concierto en Valladolid en 2016

La Maravillosa Orquesta del Alcohol se fundó en marzo de 2011, de forma espontánea, después de que David Ruiz pasara una temporada viviendo en Dublín, donde se vio profundamente influido por la música local que se tocaba en las calles y los pubs.
A la vuelta de su viaje, se fue forjando el sonido de La M.O.D.A. al incorporar instrumentos tocados por amigos o conocidos al grupo.
Su debut musical fue con el EP “No Easy Road” en diciembre de 2011, compuesto por seis canciones. Un año después, publicaron su segundo trabajo titulado “The Shape of Folk to Come”, un guiño a Ornette Coleman, y a la banda Refused y su disco  "The Shape of Punk to Come". Este EP se compone de ocho temas nuevos y además incluye su primer trabajo.
En el año 2012, la revista musical independiente Mondosonoro eligió “The Shape of Folk to Come/No Easy Road”, como el cuarto mejor disco de Folk nacional, el primero si tenemos en cuenta los trabajos autoproducidos. En el año 2013, fueron finalistas en los Premios de la Música Independiente, dentro de la categoría “Mejor álbum de músicas del mundo”.
La M.O.D.A. participó en la 35ª Edición de los Premios Rock Villa de Madrid, donde quedó entre los cinco grupos finalistas.
Actualmente, llevan más de 600 conciertos a sus espaldas, el grupo sacó en otoño de 2013 su primer LP ¿Quién nos va a salvar?, bajo el sello ‘Mús Records’, con el productor Diego Galaz y el ingeniero Kaki Arkarazo (Los Coronas, Vetusta Morla, Loquillo) a los mandos. 
‘Nómadas’ fue el primer sencillo de adelanto de su nuevo disco, inspirado por los viajes que el grupo ha realizado en el último año para actuar por todo el país e influida por la realidad socioeconómica que obliga a muchos jóvenes a emigrar para poder ganarse la vida, esta canción respira espíritu de superación e ilusión frente a la adversidad.
El videoclip que acompaña a ‘Nómadas’ fue grabado por Miguel Ángel González Cámara y Julio César Cordero durante la semana que La M.O.D.A recorrió Francia tocando por la calle. La idea original de la banda y los directores era que el videoclip fuese una especie de documental que transmitiera al espectador cómo fueron esos días en la carretera, en los que un grupo de amigos sin muchos recursos se metió en la furgoneta para cumplir uno de sus sueños: tocar sus canciones más allá de las fronteras de su país.
La Maravillosa Orquesta del Alcohol son finalistas en la 6.ª edición de los Premios de la Música Independiente en la categoría de "Canción del Año" con el tema Nómadas.
En febrero de 2015, se publica su segundo disco (autoeditado), diez canciones cantadas en castellano. Se titula 'La primavera del invierno'. Grabado en Garate Estudios y producido y mezclado por Santi García (Standstill, The New Raemon, Toundra), que se encargó de la grabación junto a Kaki Arkarazo. El álbum está masterizado por Víctor García (Ultramarinos Costa Brava) y cuenta con Diego Galaz como arreglista. 
En la primavera de 2016, el grupo publica un 'EP' titulado 'Ojalá' que incluye una versión del clásico de Silvio Rodríguez del mismo nombre y tres canciones de su último álbum, 'La primavera del invierno', revisitadas con la colaboración de músicos invitados como Diego Galaz, Jorge Arribas o Joaquín Gil. En este mismo año el cantante y compositor del grupo David Ruiz lanzó, un poemario titulado Nubes Negras
En junio de 2017, Adán Ruiz Román abandona la formación para dedicarse a otros proyectos.
Durante su breve pero intensa trayectoria, La M.O.D.A. ha ido ganándose una base sólida de seguidores gracias a una ética de trabajo que podría resumirse en tres palabras: pasión, honestidad y carretera. A sus espaldas, un puñado de ep’s, dos discos de estudio y uno en directo, además de considerables giras, actuaciones en los principales festivales del país y presentaciones en Dublín, Londres, México, Francia o Italia. Tras un año fuera de los escenarios, en 2017, el septeto reaparece con un nuevo LP titulado ‘Salvavida (de las balas perdidas)’, trabajo autoeditado en el que la banda dibuja nuevos horizontes musicales sin perder la identidad que, según crítica y público, les ha llevado a hacerse un hueco en el panorama de la música nacional de los nuevos tiempos.
‘Salvavida (de las balas perdidas)’ ha sido grabado por Santi García en su estudio ‘Ultramarinos Costa Brava’ en julio de 2017 y cuenta con la participación del músico burgalés Diego Galaz como arreglista y productor, labor que ha compartido con el propio S. García y con la banda. Como novedades musicales, cabe destacar la inclusión de instrumentos nunca antes utilizados por el combo: clarinete, tuba, vibráfono, saxo barítono o violín trompeta; el uso de todo tipo de guitarras, banjos o mandolinas, y la presencia de percusiones tradicionales del folklore castellano. Además, en las nuevas composiciones se aprecia mayor libertad de estructuras y más variedad rítmica, incluyendo el uso de compases irregulares muy poco habituales en la música mayoritaria.
En cuanto a las letras, pilar fundamental a la hora de entender la propuesta de La M.O.D.A, ‘Salvavida (…)’ escarba con convencimiento y necesidad en el terreno de las emociones humanas. En ellas encontramos temas de carácter social junto a otros de dimensión individual que hacen referencia al mundo interior de la persona. Hay reivindicación e inconformismo, con el resto y con uno mismo. Hay rabia pero también belleza. Hay miedos pero también sueños y esperanza, un anhelo de liberación personal y colectiva. El título y el propio disco giran en torno a la idea de purgar los demonios internos (y externos) a través de la música, de dar una segunda oportunidad al que nunca dispuso de una.
En septiembre de 2018, anunciaron que sacarían otro álbum más, llamado "Ni un minuto más", y publicaron un sencillo llamado Altamira. El año siguiente, entre los meses de mayo y junio, publicaron los temas "Colectivo nostalgia" y "La zona galáctica", bajo la producción de Raúl Refree.
En mayo de 2021, se anuncia que M.O.D.A. pondrá la banda sonora a la Vuelta Ciclista a España 2021, en concreto, 1932. A finales de 2021 publicaron el disco "Nuevo Cancionero Burgalés", producido por Gorka Urbizu (Berri Txarrak). Inspirado en el repertorio popular de Burgos, con letras sacadas de los cancioneros populares de Antonio José (1932) y Federico Olmeda (1903) y  música compuesta por el propio grupo. Grabado y mezclado por Jordi Mora en Black Box Studio. Masterizado por Víctor García. El diseño de la portada es obra de José Houdini.
En septiembre de 2023 publicaron el sencillo “Hablar Sin Leísmos”.

## Estilo musical e influencias
La Maravillosa Orquesta del Alcohol destaca por la gran variedad estilística de sus canciones, reflejo de sus diversas influencias, como The Waterboys, Ray Charles, Creedence Clearwater Revival, The Pogues, Johnny Cash, Bruce Springsteen, Woody Guthrie, Bad Religion o Social Distortion, a otros grupos más cercanos en el tiempo como Fleet Foxes, Arcade Fire o The Avett Brothers.

## Discografía

### EP
- No Easy Road (2011)
- The Shape Of Folk To Come/No Easy Road (2012)
- Ojalá (2016)
- 7:47 (Ni un minuto más) (2018)
- Hablar Sin Leísmos (2023)

### Álbumes
- ¿Quién nos va a salvar? (2013)

1. Nómadas
2. Los hijos de Johnny Cash
3. Amoxicilina
4. Vasos vacíos
5. Suelo gris
6. Gasoline
7. La cuerda floja
8. 1932
9. ¿Quién nos va a salvar?
10. Nueva Orleans

- La primavera del invierno (2015)

1. Nubes negras
2. Miles Davis
3. Amanecederos
4. PRMVR (con Gorka Urbizu de Berri Txarrak)
5. Disolutos
6. Hay un fuego
7. Flores del mal
8. Los lobos
9. Catedrales
10. Rascacielos

- Todavía no ha salido la Luna (en directo) (2016)

1. Nubes negras
2. Miles Davis
3. Amanecederos
4. Disolutos
5. Suelo gris
6. Amoxicilina
7. Los hijos de Johnny Cash
8. PRMVR
9. Catedrales
10. Los lobos
11. Flores del mal
12. La cuerda floja
13. 1932
14. ¿Quién nos va a salvar?
15. Vasos vacíos
16. Ojalá
17. Nueva Orleans
18. Hay un fuego
19. Historia triste
20. Nómadas
21. Gasoline

- Salvavida (de las balas perdidas) (2017)

1. Mil demonios
2. La inmensidad
3. Océano
4. Una canción para no decir te quiero
5. Héroes del sábado
6. O naufragar
7. Himno nacional
8. Campo amarillo
9. Los locos son ellos (con Víctor Rutty y Rober del Pyro)
10. Vals de muchos
11. La vieja banda

- Ni un minuto más (7:47) (2018)

1. Altamira
2. El camimo
3. Colgados del Sol

- & (2019)

1. Mil demonios (en directo)
2. Amoxicilina (en directo)
3. Vasos vacíos (en directo)
4. Una canción para no decir te quiero (en directo)
5. Altamira (en directo) (con Caboverde)
6. O naufragar (en directo)
7. Prmvr (en directo)
8. La vieja banda (en directo)
9. Colectivo nostalgia (en directo)
10. Hay un fuego (en directo) (con Morgan)
11. Himno nacional (en directo)
12. 1932 (en directo) (con Quique González)
13. Nómadas (en directo)
14. Héroes del sábado (en directo)

- Ninguna ola (2020)

1. 93compases
2. La vuelta
3. Un bombo, una caja
4. Conduciendo y llorando
5. Regresso à vida
6. Barcos hundiéndose
7. Banderas sin color
8. Semifinales
9. Memorial
10. Colectivo nostalgia

- Nuevo cancionero burgalés (2021)[16]

1. Un lunes
2. La molinera
3. Miraflores
4. No canto yo (con Gorka Urbizu)
5. Mes de mayo
6. Tiempo de despedirse
7. Mañana voy a Burgos
8. Canción de cuna

- Alguna ola (sesión en directo) (2021)

1. 93Compases (sesión en directo)
2. La Vuelta (sesión en directo)
3. Un bombo, una caja (sesión en directo)
4. Conduciendo y llorando (sesión en directo)
5. Regresso À Vida (sesión en directo)
6. Barcos Hundiéndose (sesión en directo)
7. Banderas Sin Color (sesión en directo)
8. Semifinales (sesión en directo)
9. Memorial (sesión en directo)

## Videografía
- Gasoline[17] (2012)
- Nómadas[18] (2013)
- Los hijos de Johnny Cash[19] (2013)
- Vasos vacíos[20] (2014)
- Flores del mal[21] (2015)
- Hay un fuego[22] (2015)
- La inmensidad[23] (2017)